# Мирне (Баштанський район)
Ми́рне (до 2024 року — Першотравневе) — село в Україні, у Снігурівській міській громаді Баштанського району Миколаївської області. Населення становить близько 400 осіб.

## Назва
19 вересня 2024 року Верховна Рада підтримала перейменування села Першотравневе на Мирне. 26 вересня 2024 року перейменування набуло чинності.

## Населення

### Мова
Розподіл населення за рідною мовою за даними перепису 2001 року:
| Мова       | Кількість | Відсоток |
| ---------- | --------- | -------- |
| українська | 787       | 98.25%   |
| російська  | 11        | 1.38%    |
| вірменська | 3         | 0.37%    |
| Усього     | 801       | 100%     |